# Bernard de Tremelay
Bernard de Tramelay (Saint-Claude, ... – Ashqelon, 16 agosto 1153) è stato un cavaliere medievale francese che fu Gran Maestro dell'Ordine dei Templari.

## Biografia
Egli nacque nel Castello di Tramelay presso Saint-Claude nella regione dello Giura. Secondo Charles du Fresne, egli succedette ad un Hugues come Gran Maestro, personaggio di cui ad ogni modo non si ha traccia in altri documenti. Egli venne eletto Gran Maestro nel giugno del 1151, dopo l'abdicazione Everard des Barres, che era ritornato in Francia a seguito del fallimento della seconda crociata. Il re Baldovino III di Gerusalemme gli garantì i ruderi della città di Gaza, che Bernard ricostruì per i Templari.
Nel 1153 i Templari parteciparono all'assedio di Ashqelon, una fortezza all'epoca controllata dal sultano d'Egitto. I Templari costruirono una nuova torre d'assedio, che venne bruciata poi dagli egiziani dentro Ashqelon. Il vento, però, spostò le fiamme e parte dei muri di Ashqelon bruciarono.
Secondo le cronache di Guglielmo di Tiro, i cavalieri dell'Ordine entrarono nella città all'insaputa di Baldovino, mentre Bernard prevenne altri crociati dal seguirlo, dal momento che egli non voleva dividere la città e le sue ricchezze col re di Gerusalemme. Bernard e circa quaranta templari vennero uccisi dalle guardie egiziane. I loro corpi, vennero dilaniati e le loro teste vennero inviate al sultano. Alcuni storici moderni però asseriscono che questa visione abbia potuto essere distorta, e che il capo dei templari non abbia mai seguito i suoi compagni entro i confini delle mura. Altre cronache dell'assedio, non fanno nemmeno menzione della presenza dei Templari alle operazioni militari. Ad ogni modo, ciò che si ritiene oggi valido credere è che Bernardo sia stato ucciso e decapitato durante gli scontri.
Giorni dopo, Baldovino riconquistò la fortezza; poco dopo i Templari elessero André de Montbard a loro Gran Maestro.